# Открытие
Откры́тие — новое достижение, совершаемое в процессе научного познания (см. эпистемология, материализм) природы и общества; установление неизвестных ранее, объективно существующих закономерностей, свойств и явлений материального мира. Лежит в основе научно-технической революции, придавая принципиально новые направления развитию науки и техники и революционизируя общественное производство. Результат творческой (эвристической) деятельности.
Научные открытия и изобретения ускорили процесс развития науки и техники, дав факты, подтверждающие или опровергающие теории.
В России авторство на научное открытие законом не охраняется (Статья 1259 ГК РФ). Во многих странах осуществлена государственная система выявления, централизованной регистрации научных открытий и закрепления авторского и государственного приоритета. Эта система создаёт благоприятные условия для более широкого использования научного открытия, стимулирует заинтересованность учёных в фундаментальных научных исследованиях, развитии научного творчества. Количество сделанных и эффективно используемых научных открытий и изобретений — один из основных показателей при оценке деятельности научно-исследовательских организаций.

«… если упреждение (востребованности открытия) слишком большое, открытие летит мимо цели.»— Даниил Гранин, "Зубр",  стр.44.
Педагог, химик Ю. В. Ходаков делит открытия по признаку случайности и необходимости. К открытиям, происшедшим по необходимости, относятся случаи, когда ученый заранее предполагал исход научного поиска.
Случайные же открытия Ю. В. Ходаков распределяет по принципу:
- открытия, проистекшие из случайного наблюдения;
- открытия, возникшие на основе ложных гипотез;
- открытия, источником которых явилась деталь опыта, заранее незапланированная, непредусмотренная замыслом ученого[1]